# Gronghera
Gronghera (in croato Grunj) è un isolotto disabitato della Croazia e fa parte dell'arcipelago delle isole Brioni, lungo la costa istriana.
Amministrativamente appartiene all'istituzione pubblica del Parco nazionale di Brioni del comune di Pola, nella regione istriana.

## Geografia
Gronghera si trova nella parte centrale dell'arcipelago delle isole Brioni, 1,52 km a ovest di Brioni Maggiore, 665 m a sud-ovest di Gallia, 470 m a nord-ovest di Vanga. Nel punto più ravvicinato, punta Scala o Skala (rt Skala), dista dalla terraferma 6,2 km.
Gronghera è un isolotto di forma allungata irregolare, con la parte orientale più stretta, che misura 390 m di lunghezza e 125 m di larghezza massima. Ha una superficie di 0,0367 km² e uno sviluppo costiero di 0,960 km. A nord-ovest, raggiunge un'elevazione massima di 5,3 m s.l.m.

### Cartografia
- (HR) Mappa topografica della Croazia 1:25000, su preglednik.arkod.hr.